# Bronisław Jurkiewicz
Bronisław Jurkiewicz (ur. 30 lipca 1929 w Samborze, zm. 21 grudnia 1995 w Warszawie) – polski ekonomista planista, poseł na Sejm PRL VI i VII kadencji.

## Życiorys
Syn Marcina i Katarzyny. Podczas II wojny światowej pracował w warsztacie ślusarskim. W 1948 został absolwentem liceum ogólnokształcącego w Brzegu nad Odrą i członkiem Związku Młodzieży Polskiej. W latach 1948–1950 zatrudniony był w Centrali Handlowej Ceramiki, po czym (do 1952) pracował w Centrali Technicznej w Szczecinie. W latach 1952–1953 był kierownikiem działu kontroli w Polskiej Żegludze Morskiej w Szczecinie. Jednocześnie ukończył studia w Wyższej Szkole Ekonomicznej w Szczecinie oraz w Szkole Głównej Planowania i Statystyki. W 1953 podjął pracę w Zakładach Stolarki Budowlanej w Wołominie (doszedł do stanowiska dyrektora przedsiębiorstwa). Do Polskiej Zjednoczonej Partii Robotniczej wstąpił w 1955. W 1971 był delegatem na jej VI Zjazd. Zasiadał w Miejskiej Radzie Narodowej w Wołominie. W 1972 i 1976 uzyskiwał mandat posła na Sejm PRL w okręgu Otwock i Warszawa Praga-Północ. Przez dwie kadencje zasiadał w Komisji Przemysłu Lekkiego. Ponadto w trakcie VI kadencji zasiadał w Komisji Budownictwa i Gospodarki Komunalnej, a w trakcie VII w Komisji Budownictwa i Przemysłu Materiałów Budowlanych.
Autor licznych opracowań branżowych w dziedzinie zarządzania i produkcji.

## Odznaczenia
- Złoty Krzyż Zasługi
- Srebrny Krzyż Zasługi
- Medal 30-lecia Polski Ludowej
- Złota Odznaka „Za zasługi dla województwa warszawskiego”